# آئودی آر۸ لو مان مفهومی
آئودی آر ۸ (Audi R۸) نام یک ماشین سوپر اسپورت با قیمت مناسب و پر سرعت و قدرتمند از کمپانی آئودی است. موتور ۱۲ سیلندر ۶ لیتری آن می‌تواند حداکثر قدرتی معادل ۵۰۰ اسب بخار تولید کند و گشتاورد آن ۱۰۰۰ نیوتون بر متر است و حداکثر سرعت آن ۳۴۰ کیلو متر بر ساعت است. شتاب ۰تا۱۰۰ آن ۴٫۲ ثانیه‌است و به طور قابل توجهی کم مصرف است.

شکل بدنه در عین زیبایی کوچک و سبک است و آن را به یک آیرودینامک عالی تبدیل کرده‌است. به قول سازندگانش هر چه بخواهید درونش وجود دارد.

## نگارخانه

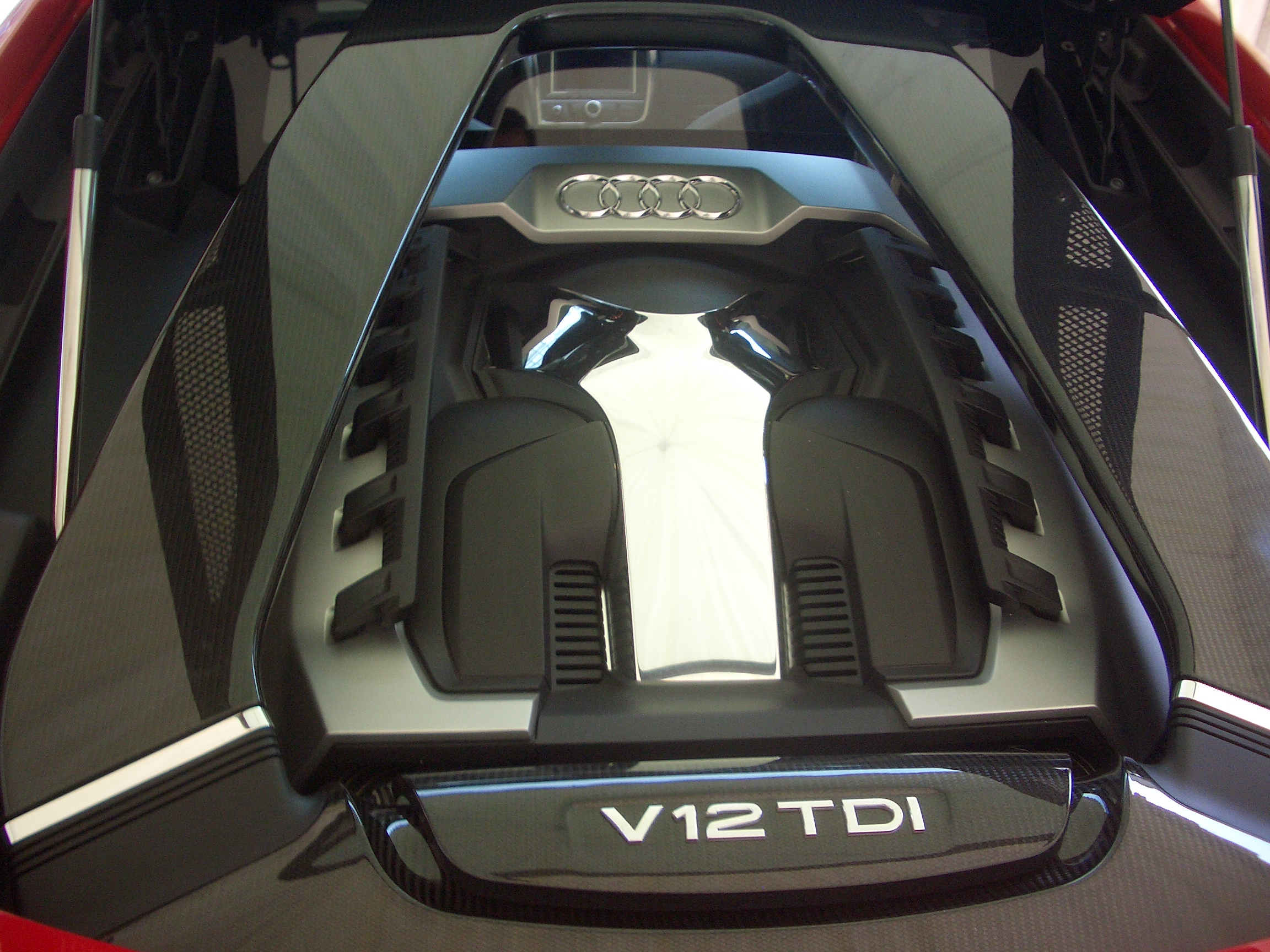